# Sint-Hubertuskapel (Offelken)
De Sint-Hubertuskapel is een kapel in Offelken in de Belgische gemeente Tongeren-Borgloon in de provincie Limburg. De kapel ligt aan de westkant buiten het gehucht in de beemden. Ze wordt omgeven door een kerkhof met grafkruisen die dateren van het einde van de 16e en begin 17e eeuw.
De kapel is in barokstijl opgetrokken, met een romaanse kern. Ze heeft een zeszijdige vorm met tegen de achtergevel aan een rechthoekige sacristie. Het gebouw is opgetrokken in baksteen en is verder afgewerkt met mergelsteen voor de hoekblokken. Het gebouw heeft verder in de voorgevel twee bakstenen pilasters, een ovaalronde oculus en een getoogd portaal in een rechthoekige geprofileerde omlijsting van kalksteen met een druiplijst en een sluitsteen. In de andere gevels bevinden zich getoogde vensters voorzien van hardstenen dorpels en vlakke mergelstenen sluitstenen en aanzetstenen. Als dak heeft ze een zeszijdig tentdak gedekt met leien en voorzien van dakruiter. De aangebouwde sacristie is opgetrokken in mergelsteen en silex, resterende van de romaanse kapel, heeft aangepaste muuropeningen, verschillende wijzigingen in de gevels en wordt gedekt door een zadeldak met leien.
De kapel is gewijd aan Sint-Hubertus. De legende verhaalt dat hier de ontmoeting plaatsvond tussen Hubertus en het hert. De plek is een bedevaartsoord tegen hondsdolheid en tandpijn.

## Geschiedenis
In de 12e eeuw werd een romaanse kapel gebouwd. Oorspronkelijk was de kapel gewijd aan Sint-Martinus.
In 1729 werd er op de plaats van de oude kapel een nieuwe kapel gebouwd, waarbij de oude kern behouden bleef.